# توماس روبنسون (كرة سلة)
توماس روبنسون (بالإنجليزية: Thomas Robinson)‏ مواليد 17 مارس 1991 في واشنطن العاصمة، هو لاعب كرة سلة محترف أمريكي بدأ مسيرته الاحترافية في سنة 2012 حيث تم اختياره من قبل فريق سكرامنتو كينغز خلال الدرافت، يلعب مع فريق بروكلين نتس في الرابطة الوطنية لكرة السلة ويحمل الرقم 41. يبلغ طوله 6 قدم 10 بوصة (2.1 م).

## فرق لعب لها
- سكرامنتو كينغز
- هيوستن روكتس
- بورتلاند ترايل بلايزرز
- فيلادلفيا سفنتي سيكسرز
- بروكلين نتس

## إحصائيات المسيرة

### الموسم الاعتيادي
| السنة   | الفريق                 | لعب | بدأ | دقيقة | ميداني% | ثلاثية | حرة  | ارتداد | صنع | استلاب | تصدي | نقطة |
| ------- | ---------------------- | --- | --- | ----- | ------- | ------ | ---- | ------ | --- | ------ | ---- | ---- |
| 2012–13 | سكرامنتو كينغز         | 51  | 0   | 15.9  | .424    | .000   | .577 | 4.7    | .7  | .5     | .4   | 4.8  |
| 2012–13 | هيوستن روكتس           | 19  | 0   | 13.0  | .449    | .000   | .421 | 4.1    | .5  | .8     | .3   | 4.5  |
| 2013–14 | بورتلاند ترايل بلايزرز | 70  | 0   | 12.5  | .481    | .000   | .564 | 4.4    | .5  | .3     | .3   | 4.8  |
| 2014–15 | بورتلاند ترايل بلايزرز | 32  | 4   | 12.2  | .516    | .000   | .438 | 4.2    | .3  | .5     | .3   | 3.6  |
| 2014–15 | فيلادلفيا سفنتي سيكسرز | 22  | 0   | 18.5  | .467    | .000   | .603 | 7.7    | 1.1 | .7     | .7   | 8.8  |
| 2015–16 | بروكلين نتس            | 71  | 7   | 12.9  | .447    | .000   | .431 | 5.1    | .6  | .5     | .5   | 4.3  |
| المسيرة | المسيرة                | 265 | 11  | 13.8  | .459    | .000   | .511 | 4.8    | .6  | .5     | .4   | 4.9  |

### التصفيات
| السنة   | الفريق                 | لعب | بدأ | دقيقة | ميداني% | ثلاثية | حرة  | ارتداد | صنع | استلاب | تصدي | نقطة |
| ------- | ---------------------- | --- | --- | ----- | ------- | ------ | ---- | ------ | --- | ------ | ---- | ---- |
| 2014    | بورتلاند ترايل بلايزرز | 11  | 0   | 11.1  | .419    | .000   | .857 | 2.6    | .5  | .5     | .5   | 2.9  |
| المسيرة | المسيرة                | 11  | 0   | 11.1  | .419    | .000   | .857 | 2.6    | .5  | .5     | .5   | 2.9  |

## روابط خارجية
- توماس روبنسون على موقع الدوري الأوروبي لكرة السلة (الإنجليزية)
- توماس روبنسون على موقع إن بي أي (الإنجليزية)
- توماس روبنسون على موقع سبورتس رفرنس (الإنجليزية)
- توماس روبنسون على موقع كرة السلة الأوروبية.كوم (الإنجليزية)
- توماس روبنسون على موقع كلية كرة السلة في سبورتس رفرنس.كوم (الإنجليزية)
- توماس روبنسون على موقع ريلجم (الإنجليزية)
- توماس روبنسون على موقع بروبوليرز (الإنجليزية)
- توماس روبنسون على موقع سبورتس رفرنس (الإنجليزية)
- توماس روبنسون على موقع سبورتس رفرنس (الإنجليزية)